# 孙增一
孫增一（大犬座ζ）的西方固有名稱為Furud /ˈfjʊərəd/，是在大犬座的一顆光譜聯星。

## 名稱
大犬座ζ的名稱是德國天文學家約翰·拜耳在1603年依據拜耳命名法賦予孫增一的名字。 
它傳統的固有名稱是Furud或Phurud，是源自阿拉伯的ألفرود al-furūd，意思是"孤獨者"。這是早期阿拉伯詩人位許多不知名恆星所使用的一種呼籲。後來，阿拉伯天文學家試圖用這個名稱來識別特定的恆星，但主要是用在半人馬座和天鴿座。但在天文學大成中，將天鴿座的這顆星被納入大犬座，導致她成為大犬座ζ星的名字
波斯天文學家阿左飛稱這些星星為ألأغربة al-ʼaghribah，意思為"烏鴉"。
在2016年，國際天文學聯合會的IAU恆星名稱工作組（WGSN）對恆星的正確名稱進行編目和標準化。在2016年7月，WGSN公布了一批名單，包括WGSN最早公布的兩批名單，確認孫增一的標準名稱是Furud。

## 性質
這個系統的視星等是+3.0，是大犬座中較亮的星，因此很容易用裸眼看見。根據依巴谷衛星的任務，測量得到的視差估計，它與太陽的距離大約是362 ly（111 pc）。這是只有一組光譜線的光譜聯星系統，這意味著式望遠鏡不能解析成為兩顆獨立的恆星，但是看不見的天體測量伴星受到的引力攝動，可以通過都卜勒效應引起的恆星光譜移位來辨別。這一對以675天的的軌道週期繞著彼此的質量中心運行，離心率為0.57 。
主星是較大的恆星，半徑約為太陽的4倍，質量約為太陽的8倍。它的恆星分類為B2.5V ，這意味著它是一顆B型主序星，正經由核心的氫進行核融合產生能量。它輻射的光度是太陽的3,603倍，並且被懷疑是顆仙王座β型變星。這些能量以18,700K的有效溫度從其表面向外輻射，使它呈現B型星的藍白色調。 對於一顆恆星來說，它相對是年輕的，估計年齡是3,200萬年。
孫增一的位置在太陽背點的附近。

## 外部連結
- Kaler, James B., , Stars (University of Illinois),   [2012-02-16], （原始内容存档于2021-04-15）